# بنك التنمية الآسيوي
بنك التنمية الآسيوي هو بنك إقليمي للتنمية تأسس سنة 1966 لتعزيز التنمية الاقتصادية والاجتماعية في بلدان آسيا والمحيط الهادئ من خلال القروض والمساعدات التقنية. وهي مؤسسة مالية مملوكة من قبل 67 عضوا (اعتبارا من 2 فبراير 2007)، 48 من المنطقة و 19 من أجزاء أخرى من العالم. رؤية البنك هي منطقة خالية من الفقر، وتتمثل مهمته في مساعدة البلدان الأعضاء النامية للحد من الفقر وتحسين نوعية الحياة لمواطنيها. بدأ بنك التنمية الآسيوي عمله سنة 1966، ومقرّ رئاسته بمدينة مانيلا بالفلبين.